# Schmalspurbahn Rakowski–Chaskowo
| Bahnhof Klokotnitsa |                     |                               |                               |
| Spurweite: | 600 mm (Schmalspur) |                               |                               |
| |                     |                               |                               |
| \| \| 0,0 \| Rakowski (heute Dimitrowgrad) \| Rakowski (heute Dimitrowgrad) \| \| \| 2,5 \| Brücke \| Brücke \| \| \| \| Klokotnitsa \| \| \| \| 17,0 \| Bahndamm \| Bahndamm \| \| \| \| Chaskowo \| \| |                     |                               |                               |
| Kopfbahnhof Streckenanfang (Strecke außer Betrieb) | 0,0                 | Rakowski (heute Dimitrowgrad) | Rakowski (heute Dimitrowgrad) |
| Brücke (Strecke außer Betrieb) | 2,5                 | Brücke                        | Brücke                        |
| Bahnhof (Strecke außer Betrieb) |                     | Klokotnitsa                   | Klokotnitsa                   |
| | 17,0                | Bahndamm                      | Bahndamm                      |
| Kopfbahnhof Streckenende (Strecke außer Betrieb) |                     | Chaskowo                      | Chaskowo                      |

Die Schmalspurbahn Rakowski–Chaskowo war eine Schmalspurbahn mit einer Spurweite von 600 mm von Rakowski (heute Dimitrowgrad) nach Chaskowo in Bulgarien. Die Strecke wurde 1922 eröffnet und 1928 stillgelegt.

## Geschichte
Um die Versorgung der Militäreinheiten und der Bevölkerung in der Region um Chaskowo zu sichern, schlug das Militärkommando den Bau einer 600-mm-Schmalspurbahn vor. 1920 beschloss der Ministerrat, die Schmalspurbahnstrecke Rakowski (heute Dimitrowgrad) – Chaskowo – Kardschali – Paşmaklı (heute Smoljan) anstelle der ursprünglich geplanten Normalspurbahnstrecke Mihailowo (Михайлово, област Стара Загора) – Chaskowo – Porto Lagos zu bauen. Die Ingenieurtruppen begannen sofort mit dem Bau der Strecke, stellten sie nach Chaskowo fertig und nahmen sie 1922  in Betrieb.
Der Beschluss des Ministerrats vom 24. Juli 1920, die Strecke von 600 auf 760 mm umzuspuren, wurde nicht umgesetzt. Am 30. März 1923 und 13. Februar 1924 beschloss der Ministerrat, den Bau einer Neubaustrecke mit einer Spurweite von 1435 mm. Die Inbetriebnahme der Normalspurstrecke erfolgte in Abhängigkeit von der Fertigstellung der einzelnen Abschnitte. Als erster Abschnitt der Normalspurstrecke wurde am 1. Februar 1928 der auf einer weiter östlich gelegenen Trasse verlaufende Streckenabschnitt Rakowski–Chaskowo eröffnet, woraufhin die Schmalspurbahn außer Betrieb genommen wurde.

## Streckenverlauf
Die Strecke verlief in nord-südlicher Richtung von Rakowski (heute Dimitrowgrad) über eine kleine Holzbrücke bei km 2,5 und über einen während der Bauarbeiten aufgeschütteten Bahndamm bei km 17 bis nach Chaskowo.

## Betrieb
Die Strecke wurde von 1922 bis 1928 mit einer HFB Brigadelokomotive für den Personen- und Güterverkehr betrieben. Nachdem östlich davon die Normalspurstrecke fertiggestellt worden war, wurde die Schmalspurstrecke stillgelegt und abgebaut.